# Ponorka typu 035
Ponorka typu 035 (v kódu NATO třída Ming) je třída ponorek Námořnictva Čínské lidové osvobozenecké armády. Její exportní označení je ES5. Jsou to první diesel-elektrické ponorky vyvinuté čínským průmyslem. Celkem bylo postaveno 21 ponorek této třídy. Prvním zahraničním uživatelem třídy se roku 2017 stal Bangladéš a v roce 2021 Myanmar.

## Stavba
Vývoj ponorky typu 035 byl zahájen na konci 60. let na základě licenčně stavěných sovětských ponorek projektu 633 (třída Romeo, typ 033). Ponorky stavěla loděnice ve Wu-chanu. Tři ponorky první série typu 035 byly postaveny v letech 1969–1979. Kvůli nevyzrálé konstrukci byly v 80. letech vyřazeny. Přibližně v letech 1988–1995 bylo postaveno dalších 12 ponorek vylepšené verze typ 35G, která měla mimo jiné sníženou hlučnost a modernější systém řízení palby. Následně měla loděnice přejít na stavbu zcela nových ponorek typu 039 (třída Song), ale zpoždění jejich vývoje si vynutilo stavbu dodatečných šesti ponorek typu 035B v letech 1997–2001. Poslední série měla o dva metry prodloužený trup a modernější elektroniku. Celkem bylo postaveno 21 ponorek této třídy.

## Konstrukce
Ponorky jsou vyzbrojeny osmi 533mm torpédomety (šest příďových a dva záďové). Neseno je až 18 dlouhých zbraní, nebo 32 min. Pohonný systém tvoří dva diesely Shaanxi 6E 390 ZC1, každý o výkonu 5200 hp a dva elektromotory, pohánějící dva lodní šrouby. Nejvyšší rychlost pod hladinou dosahuje 18 uzlů. Nejvyšší hloubka ponoru je 300 metrů.

## Uživatelé
- Bangladéš – Bangladéšské námořnictvo roku 2013 objednalo dvě ponorky typu 035G. Byl to kompromis, neboť na modernější ponorky mu scházely finance.[3] Přesto to jsou první bangladéšské ponorky. Dostaly jména Nabajatra a Joyjatra. První do služby vstoupila roku 2017.[1]

- Čína – Námořnictvo ČLOA odebralo celkem 21 ponorek této třídy.[1] Je odhadováno, že k roku 2017 jich čínské námořnictvo provozovalo až 11 kusů. Spíše však ve vedlejších rolích, zejména výcviku.[4]

- Myanmar (Barma) – Myanmarské námořnictvo roku 2021 přijalo do služby ponorku typu 035B Minye Kyaw Htin.

## Nehody
Dne 16. dubna 2003 se ve Žlutém moři potopila čínská ponorka č. 361. Zemřelo přitom všech 70 osob nacházejících se na palubě.